# Chrarda
Chrarda o Echrarda (àrab: الشراردة, ax-Xrārda) és una ciutat de Tunísia amb una població aproximada de 10.000 habitants. Està situada uns 60 km al sud de la ciutat de Kairuan i a uns 30 km al sud de Bouhajla, seguint la mateixa carretera, i forma part de la governació de Kairuan, on és capçalera d'una delegació amb 27.490 habitants.

## Economia
La seva activitat principal és, quasi de forma exclusiva, l'agricultura, i a tota la zona són abundoses les oliveres.

## Administració
És el centre de la delegació o mutamadiyya homònima, amb codi geogràfic 41 60 (ISO 3166-2:TN-12), dividida en cinc sectors o imades:
- Echrarda (41 60 51)
- Bir El Helou (41 60 52)
- Ouled Farjallah Sud (41 60 53)
- Cheraitia Sud (41 60 54)
- El Ksour (41 60 55)

Al mateix temps, forma una municipalitat o baladiyya (codi geogràfic 41 21).